# Tugonica
Tugonica är en ort i Kroatien.   Den ligger i länet Krapina-Zagorjes län, i den norra delen av landet, 26 km norr om huvudstaden Zagreb. Tugonica ligger 168 meter över havet och antalet invånare är 661.
Terrängen runt Tugonica är platt åt nordväst, men åt sydost är den kuperad. Runt Tugonica är det ganska glesbefolkat, med 24 invånare per kvadratkilometer. Närmaste större samhälle är Sveti Ivan Zelina, 13,8 km sydost om Tugonica. I omgivningarna runt Tugonica växer i huvudsak lövfällande lövskog.